# CHAI (バンド)
CHAI（チャイ）は、日本のガールズバンド。「NEOかわいい」、「コンプレックスはアートなり」というコンセプトを掲げて活動していた。2024年3月12日に開催されたツアーファイナル公演をもって解散した。

## 概要
"ニュー・エキサイト・オンナバンド（NEO）"を標榜するNEOかわいい4人によるガールズバンド。ツイン・ボーカルのマナとカナにユウキとユナのリズム隊で編成。
2018年時点では、楽曲制作はマナとカナで大まかに曲を作り、ユウキが歌詞を書いてアレンジは全員で行うと述べている。
パンク、ダンス、オルタナティブなど、好きな洋楽をノンジャンルにインプットして自分たちなりにアウトプットするロック・サウンドと、インパクト抜群の個性的な佇まいは多方面からの注目を集める。松永良平は、「一度でもライブを見れば実際の彼女たちの演奏力は大変なものだと圧倒されるし、奔放なキャラクターも含めて音でも言葉でもしっかりと伝えたいものを持っていることがはっきりとわかる。」と評した。
madamefigaro.jpのインタビューでは、彼女たちが持つ“カワイイ”という感覚の根っことして、マナは、「私たちは一般的にかわいくないし体形もそこそこだし、良いも悪いもないもんで。完璧じゃない人だからコンプレックスが歌えるし、完璧じゃないからできる音楽がある。人は絶対何かひとつかわいいものを持ってると思っていて、その部分を「NEOかわいい」と言って広めたいの。」、「それと、もともとDEVOみたいなシュールで面白くてロックンロールなバンドが好きで、これを女性でもできるっていうのを私たちで見せたかった。このふたつの思いを掛け合わせたの。」と述べている。

### バンド名の由来
バンド名の由来は、大学でロシア文学を勉強していたカナが、先生に連れて行ってもらったロシア料理屋で見た、紅茶にジャムを入れるチャイの飲み方がかわいいと思ったことから付けられた。またバンド名を略されたくないために短い名前にしたとも述べている。

### バンドの特徴
ピンクを基調にしたポップなファッションと真っ赤な口紅がトレードマーク。2017年にアルバム『PINK』をリリースしたときのインタビューでカナは「ピンク色は、CHAIの象徴だから」と述べ、マナは、「私たちが何を伝えたいのかって言うと、やっぱりピンクって色のパワーを伝えたいんだよ。ピンクは女の欲望を全部合わせた色だから。私たちは一般的にはピンクが似合わない女たちだと思うんだけど、そんな私たちがピンクを着ることで、ピンクをもっと身近に感じてほしいなって思う。」と述べている。

## 沿革

### 結成の経緯
双子のマナとカナ、そしてユナは同じ高校で、その3人が学校の軽音楽部のバンドで東京事変やaikoをコピーしていたのがCHAIを結成したきっかけ。ユウキは大学で3人と出会い、バンド経験はなかったが、「センスが良かったし、いろんな音楽を教えてくれた(マナ)」という理由でベースに誘われた。
その当時はceroや東京事変などの日本のバンドやディズニー音楽を聴いていた。そこから洋楽を聴き漁るようになり、Basement Jaxx、Jamiroquai、GorillazやCSSなどが音楽的バックボーンとなった。

### キャリア
2012年、双子のマナとカナを中心に、高校の同級生で同じ軽音楽部だったユナと、のちに大学で出会ったユウキの4人で結成。同年末より名古屋を拠点に活動。
2016年10月12日に新代田FEVERで開催された、ソニー・ミュージックとSXSW"JAPANNITE"主催のコンテスト『グランプリ、いきなり米国フェス出演オーディション』でグランプリを獲得。同年12月7日、初の全国流通盤となるEP『ほったらかシリーズ』を発表。限られた販売方法ながらもSpotify UKチャート36位に収録曲「ぎゃらんぶー」がランクインされるなど注目される。その後、活動拠点を東京に移す。
2017年3月、ソニー・ミュージックの完全サポートのもと、アメリカにて開催された『SXSW』の"JAPANNITE"ステージに出場し、全米ツアー（ニューヨーク、シカゴ、シアトル、ポートランド、サンディエゴ、ロサンゼルス、サンフランシスコ）を行った。同年4月、2nd EP『ほめごろシリーズ』を発売。同年10月25日、初のフル・アルバム『PINK』をリリースし、iTunes Alternativeランキングで2位にランクイン。
2018年2月に『PINK』US盤をアメリカのインディーズ・レーベル「BURGER Records」よりリリース。3月にアメリカ西海岸ツアーと2度目のSXSW出演を果たした。5月9日に3rd EP『わがまマニア』をリリース。10月、SUPERORGANISMのサポートアクトとして英国13都市を3週間にわたってツアー。
2019年、ももいろクローバーZに「MORE WE DO!」を楽曲提供した縁で、大晦日にはももいろ歌合戦へ初出場。
2020年9月、翌月に発売されるGorillazのアルバム『Song Machine: Season One - Strange Timez』収録の「MLS (feat. JPEGMafia and CHAI)」にゲストとして参加することが発表された。10月、アメリカの老舗インディーズ・レーベル「SUB POP」との契約を発表。
2021年5月に3rdアルバム『WINK』をリリース。8月、DURAN DURANの楽曲「MORE JOY! feat. CHAI」に参加。12月、翌年1月からソニー・ミュージックの洋楽レーベル「Sony Music Japan International」と契約することを発表。
2022年1月スタートのNHKよるドラ『恋せぬふたり』の主題歌を担当する。8月、映画『さかなのこ』の主題歌「夢のはなし」をリリース。
2022年2月から3月にわたり、約2年振りの北米ツアーを開催、同年9月～11月は同年2度目の北米ツアーに加え、初の南米・メキシコ・ツアーを敢行。
2023年1月、日本限定EP『ジャジャーン』をリリースし、新曲「ラブじゃん」を発表。
2024年1月18日、公式サイトにて、同年3月12日の全国ツアー『We The CHAI Tour!』のファイナル、東京・EX THEATER ROPPONGI公演をもって解散することを発表した。
2024年3月12日、『CHAI JAPAN TOUR 2024「We The CHAI Tour!」』のツアーファイナル。EX THEATER ROPPONGIでラストライブを開催し解散した。

## メンバー
特に断らない限り、、を出典とする。
| 名前   | 担当                | 備考 |
| ------ | ------------------- | --- |
| マナ   | ボーカル キーボード | - 4月15日生まれ。 - 愛知県出身。 - 彼女が英語で口ずさんだメロディからCHAIの曲作りは始まる。 - 幼い頃から歌手になりたくて軽音部に入ってバンドを組んだのがCHAIを結成したきっかけ。 - 尊敬する人はラヴフォックス（CSS）。 |
| カナ   | ボーカル ギター     | - 愛知県出身。 - コードとベースラインをつけ、ユナとともにアレンジがメイン。 - マナ同様、幼い頃から歌手になりたくて、ともに軽音部に入った。 - 尊敬する人は日本人ではゴダイゴ、外国人ではディーヴォ。 - 2023年4月18日、イラストレーターのchao!と2021年に結婚したことを報告。 |
| ユウキ | ベース コーラス     | - 岐阜県出身。 - 作詞及びアートワーク担当。 - CHAIの作詞のほとんどを手掛けるものの、「歌詞が主張しすぎると読み聞かせになるし、聴く人にとって説教くさくなるかもしれないから、大事にしすぎないことを大事だと思って」おり、言葉の意味がわからなくても感動して涙が出る洋楽を例に挙げ、「あくまでも音楽が良くないとダメ」だと考えていることを明かしている。 - CHAIが初めてのバンドで、誘われたときはあくまで興味本位で、本気でやる感じではなかった。パートがベースになったのも、たまたまベースしか余っていなかったから。 - もともとceroや奇妙礼太郎トラベルスイング楽団のようなJ-POPっぽくない音楽が好きだった。 - 尊敬する人は渡辺直美。 |
| ユナ   | ドラムス コーラス   | - 愛知県出身。 - リズムを作り、カナとともにアレンジがメイン。 - ORANGE RANGEの元ドラマーKATCHANのファンだったことからドラムという楽器に興味を持ち、どうしてもドラムがやりたくて軽音部に入った。 - 尊敬する人は日本人では玉田豊夢と河村“カースケ”智康、外国人ではスティーヴ・ジョーダン。 |

## ディスコグラフィ

### 配信限定シングル
| 発売日         | タイトル                                      | レーベル                 | 備考                                                      |
| -------------- | --------------------------------------------- | ------------------------ | --------------------------------------------------------- |
| 2020年3月27日  | NO MORE CAKE                                  | OTEMOYAN record          |                                                           |
| 2020年5月13日  | Ready Cheeky Pretty                           | OTEMOYAN record          |                                                           |
| 2020年7月3日   | keep on rocking                               | OTEMOYAN record          | 映画『のぼる小寺さん』の主題歌                            |
| 2020年8月21日  | UNITED GIRLS ROCK‘N’ROLL CLUB                 | Sony Music Entertainment | CHAI&HINDS                                                |
| 2020年10月2日  | Donuts Mind If I Do                           | Sony Music Entertainment |                                                           |
| 2020年11月6日  | Plastic Love                                  | Sony Music Entertainment |                                                           |
| 2021年3月18日  | てんこりんのテーマ                            | Sony Music Entertainment | アニメ『おしえて北斎！-THE ANIMATION-』オープニングテーマ |
| 2021年4月14日  | 愛そうぜ!                                     | Sony Music Entertainment |                                                           |
| 2021年8月27日  | miniskirt                                     | JISEDAI Inc.             |                                                           |
| 2021年11月16日 | PING PONG! (feat. YMCK) [From THE FIRST TAKE] | JISEDAI Inc.             | THE FIRST TAKE録音音源                                    |
| 2021年11月16日 | N.E.O. - From THE FIRST TAKE -                | JISEDAI Inc.             | THE FIRST TAKE録音音源                                    |
| 2021年12月1日  | END (Confidence Man Remix)                    | JISEDAI Inc.             |                                                           |
| 2021年12月15日 | ACTION (with ZAZEN BOYS)                      | JISEDAI Inc.             |                                                           |
| 2022年1月12日  | まるごと                                      | JISEDAI Inc.             |                                                           |
| 2022年5月3日   | SURPRISE                                      | JISEDAI Inc.             |                                                           |
| 2022年7月6日   | HERO JOURNEY (feat. Superorganism)            | JISEDAI Inc.             |                                                           |
| 2022年8月3日   | 夢のはなし                                    | JISEDAI Inc.             |                                                           |
| 2023年1月18日  | ラブじゃん                                    | JISEDAI Inc.             |                                                           |
| 2023年4月5日   | We The Female!                                | JISEDAI Inc.             |                                                           |

### 自主制作（廃盤）
- CHAI（2013年3月）
- 香水〜My name is CHAI〜（2013年8月12日）
- ちゅーぶらりん（2014年8月）

## 動画

### ライブ映像
| 公開日         | タイトル                                            |
| -------------- | --------------------------------------------------- |
| 2019年9月26日  | N.E.O. - LIVE at STUDIO COAST                       |
| 2019年10月4日  | Curly Adventure - LIVE at STUDIO COAST              |
| 2019年10月14日 | THIS IS CHAI - LIVE at STUDIO COAST                 |
| 2019年11月7日  | sayonara complex - LIVE at STUDIO COAST (subtitled) |

## タイアップ一覧
| 使用年 | 曲名                     | タイアップ                                                                                        |
| ------ | ------------------------ | ------------------------------------------------------------------------------------------------- |
| 2017年 | N.E.O.                   | NBCテレビ『MUSIC WOLF TV』2017年11月度オープニングテーマ                                          |
| 2017年 | N.E.O.                   | 長崎国際テレビ『AIR』2017年11月度オープニングテーマ                                               |
| 2018年 | アイム・ミー             | リクルート「Follow Your Heart & Music Presented by RECRUIT」企画ソング                            |
| 2018年 | sayonara complex         | ミュゼプラチナム「2018 MUSEE ALWAYS FRESH篇」TVCMソング                                           |
| 2018年 | N.E.O.                   | SCRAP『ナゾ・コンプレックス名古屋』テーマソング                                                   |
| 2018年 | CHOOSE GO!               | GU「GU CHANGE」タイアップ曲                                                                       |
| 2018年 | GREAT JOB                | CHAI × パナソニック 家事シェア キャンペーンソング                                                 |
| 2018年 | GREAT JOB                | 長崎国際テレビ『AIR』2018年12月度オープニングテーマ                                               |
| 2018年 | ウィンタイム             | TOKYO MXドラマ『ガールはフレンド』主題歌                                                          |
| 2019年 | Feel the BEAT            | 映画『麻雀放浪記2020』主題歌                                                                      |
| 2019年 | レッツ!ゴンじろー        | テレビアニメ『けだまのゴンじろー』オープニングテーマ                                              |
| 2019年 | カーリー・アドベンチャー | Apple「Apple Music」CMソング                                                                      |
| 2020年 | N.E.O.                   | 映画『37セカンズ』挿入歌                                                                          |
| 2020年 | Ready Cheeky Pretty      | STORES「お店つくろう～アップルパイ篇～」TVCMソング                                                |
| 2020年 | keep on rocking          | 映画『のぼる小寺さん』主題歌                                                                      |
| 2020年 | NO MORE CAKE             | Honda「Honda×Musicバイクに乗っちゃう? MUSIC FES.」TVCMソング                                      |
| 2021年 | ACTION                   | ブラザー工業「What's your action?編」CMソング                                                     |
| 2021年 | てんこりんのテーマ       | Webアニメ『おしえて北斎！-THE ANIMATION-』主題歌（オープニングテーマ）                            |
| 2021年 | 愛そうぜ!                | テレビアニメ『ダイナ荘びより』イメージソング                                                      |
| 2021年 | Wish Upon a Star         | WOWOWプライムドラマ『グラップラー刃牙はBLではないかと考え続けた乙女の記録ッッ』エンディングテーマ |
| 2022年 | まるごと                 | NHK総合よるドラ『恋せぬふたり』主題歌                                                             |
| 2022年 | SURPRISE                 | ミルボンコーポレートブランドムービー『美容室で出会った言葉たち』テーマ曲                          |
| 2022年 | 夢のはなし               | 映画『さかなのこ』主題歌                                                                          |
| 2023年 | （インストゥルメンタル） | テレビアニメ『ぼさにまる』テーマ曲                                                                |
| 2023年 | We The Female!           | 専門学校「モード学園」2023年度TVCMソング                                                          |
| 2023年 | Driving22                | FODドラマ『ぼさにまる』主題歌（オープニングテーマ）                                               |

## 出演

### テレビ番組
- 次世代ロック研究所（テレビ神奈川） - MC（マナ・カナのみ）[61][62]

### ラジオ
- THE KINGS PLACE（J-WAVE、2018年4月2日 - 、毎週月曜日パーソナリティ[63]

### ショートアニメ
- 大福くん（2017年） - マナ・カナのみ[64]

### CM
- STORES「お店つくろう〜アップルパイ篇〜」（2020年2月10月 - ）[46]
- Honda「バイクに乗っちゃう？MUSIC FES.」（2020年3月）[65]
- アサヒグループ食品「1本満足バー」（2021年1月）[66]

### WebCM
- ブラザー工業「あなたのブラザーでいたい。What‘s your action?」（2021年1月）[51]